# Vienkoči-Park

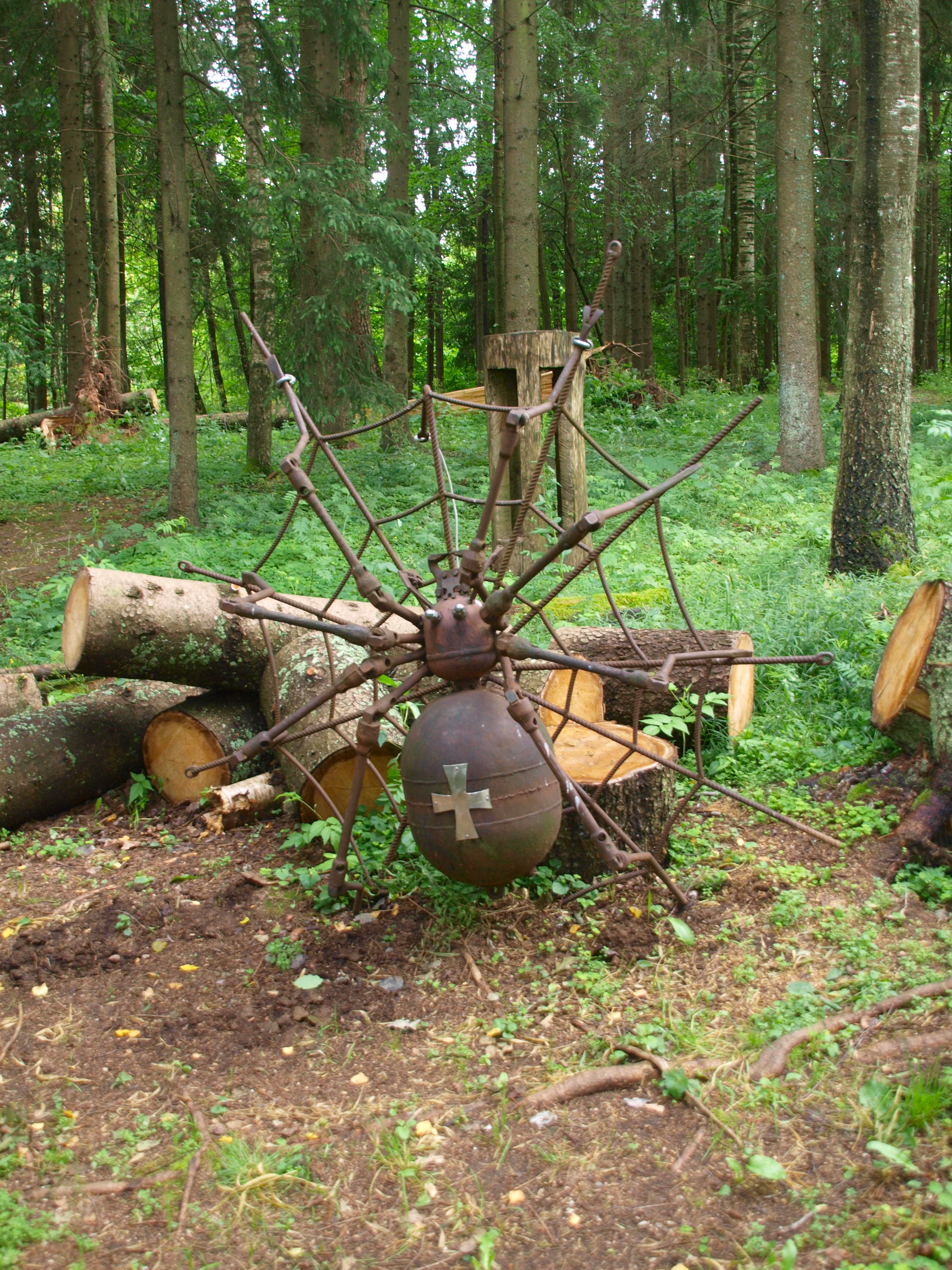
Spinnenskulptur im Vienkoči-Park (2020)

Der Vienkoči-Park (auch Park Vienkoči genannt; lettisch Vienkoču parks, Einbaum-Park, Park der Einbäume‘) ist ein Skulpturenpark (Freilandmuseum) im lettischen Bezirk Cēsis beziehungsweise im Nationalpark Gaujas. Die Fläche des Vienkoči-Parks beträgt 9,25 Hektar. Parkschöpfer und Besitzer ist der Bildhauer Rihards Vidzickis.

## Darstellung
Der Park Vienkoči wurde 2003 gegründet, die ursprüngliche Idee entstand 1999. Seit 2007 ist er offiziell für Besucher geöffnet. Auf dem Gelände des Parks befinden sich Holz- und Metallskulpturen, die noch lebenden oder ausgestorbenen Tieren nachempfunden sind, sowie Figuren aus Märchen und Objekte, die nach historischen Quellen geschaffen wurden. Zwischen den Parkwegen sind detailgetreu, basierend auf alten Fotomaterialien und Plänen, Miniaturkopien heute teilweise nicht mehr existierender Landgüter und Wassermühlen installiert (zum Beispiel ein Modell des „Nurmiži-Herrenhauses“, lettisch Nurmižu muiža oder ein Miniaturmodell der „Handfabrik“, das war die erste Papiermühle in Līgatne).

### Galerie

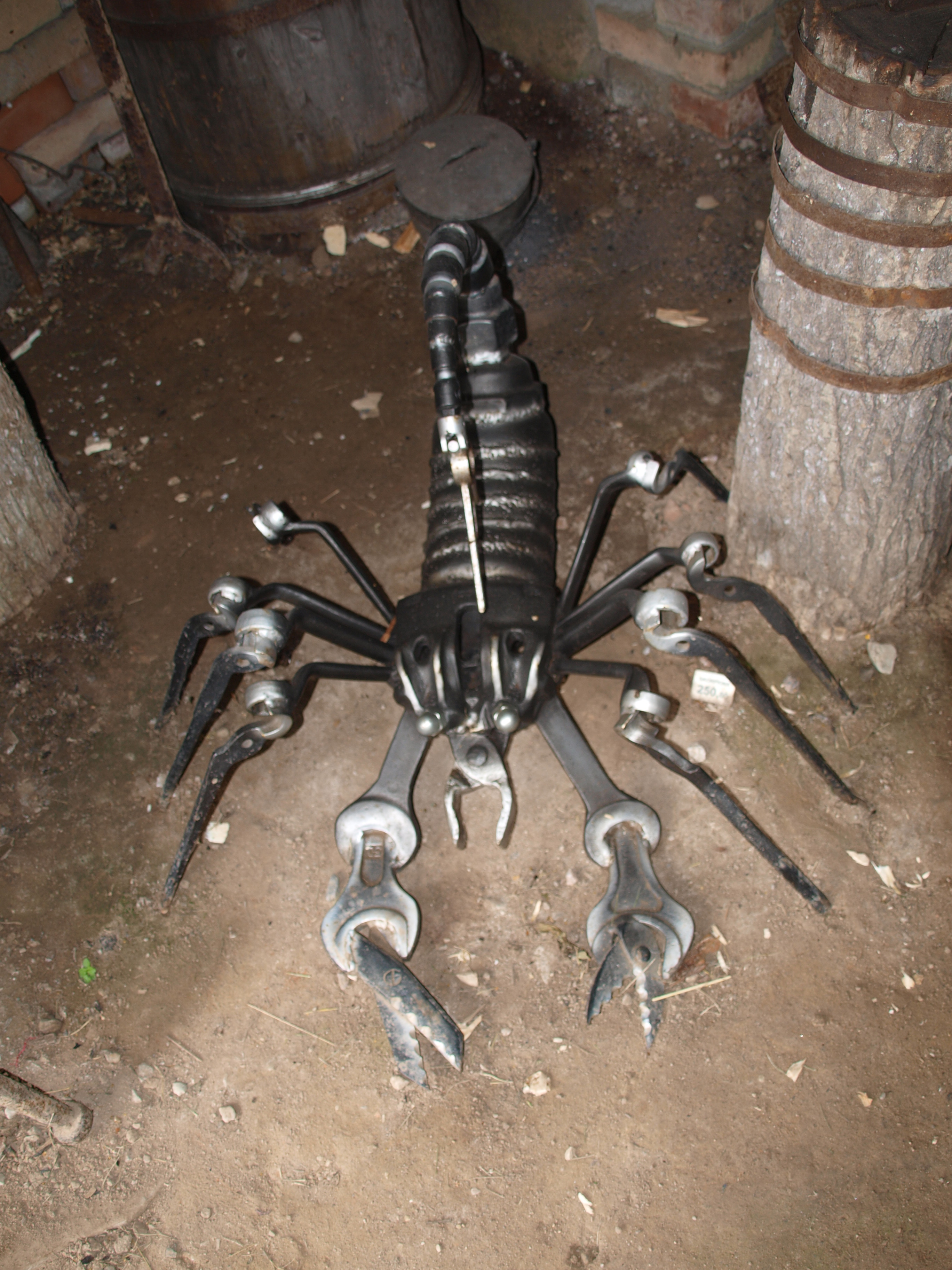
Skorpionskulptur
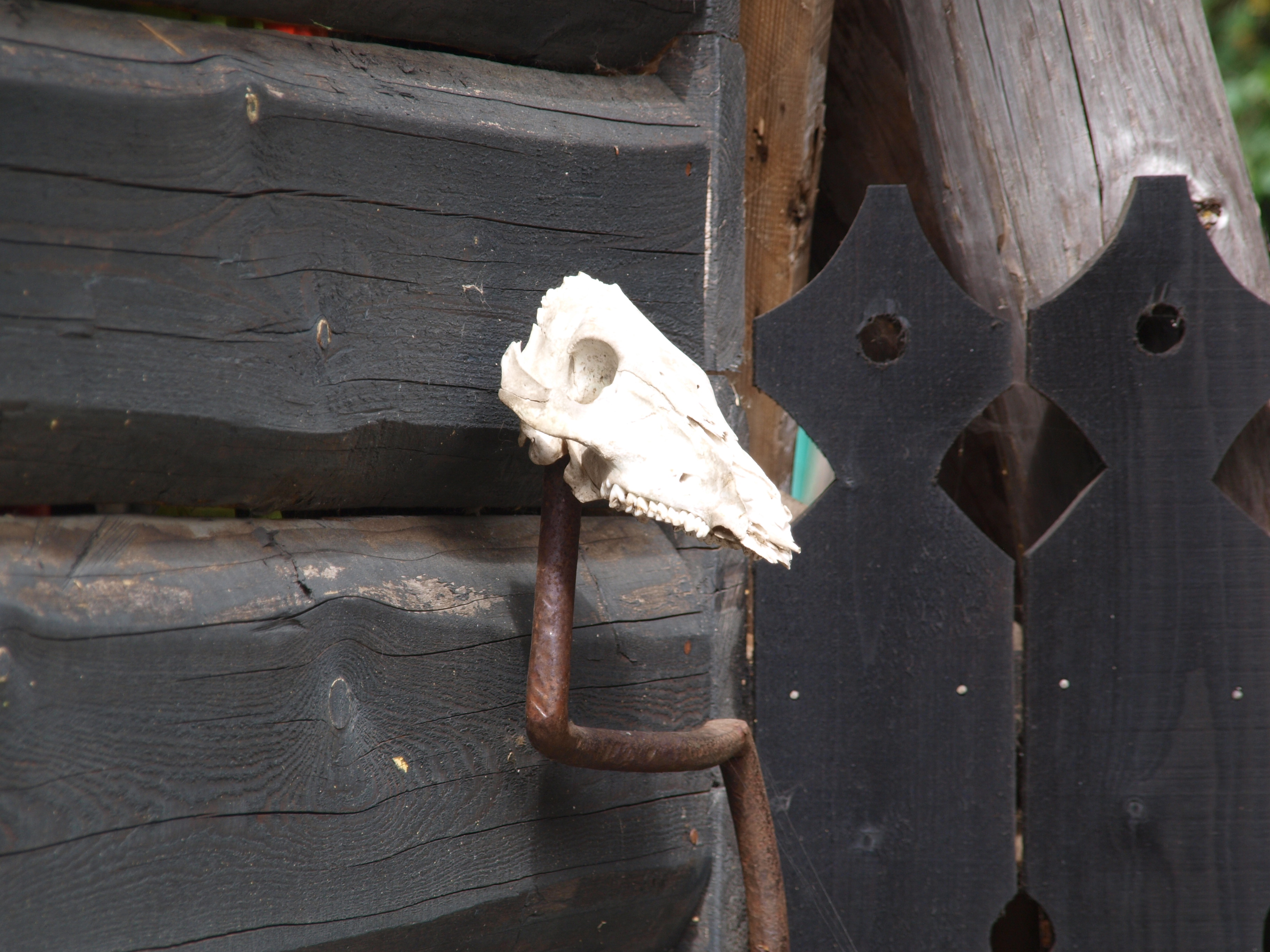
Schädelskulptur
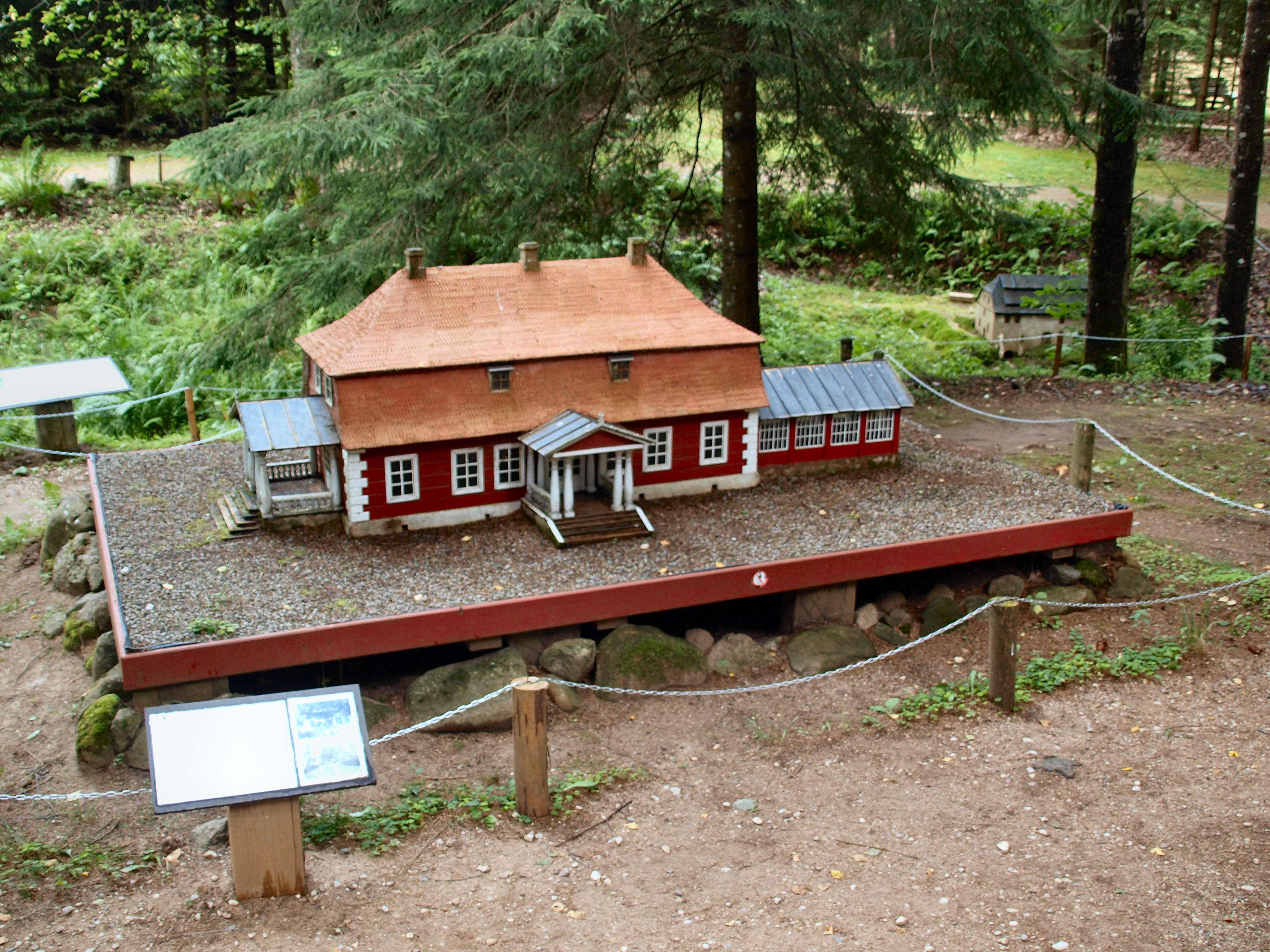
Miniaturnachbau eines Herrenhauses
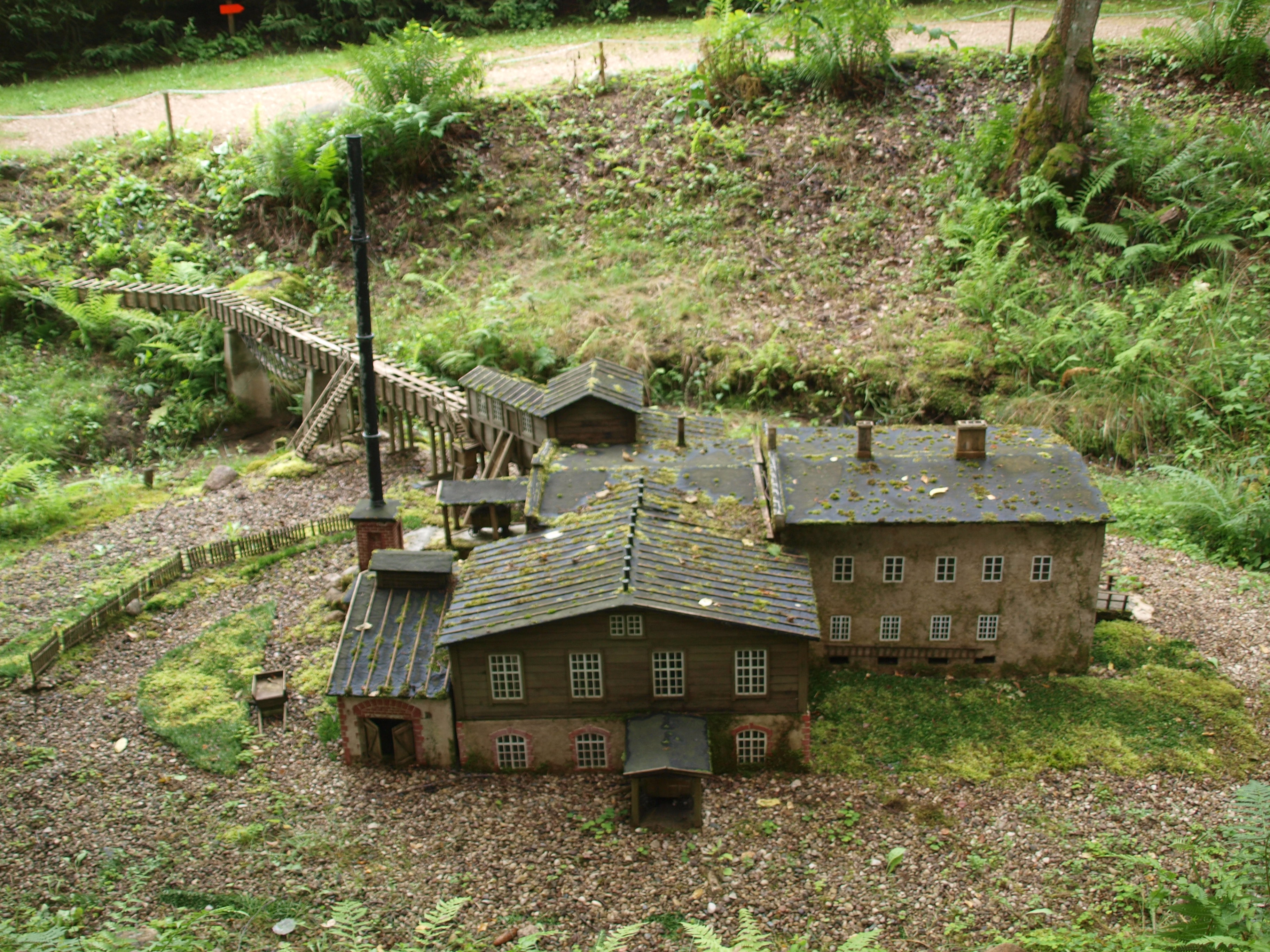
Miniaturmodell der ersten Papiermühle in Līgatne (die „Handfabrik“)
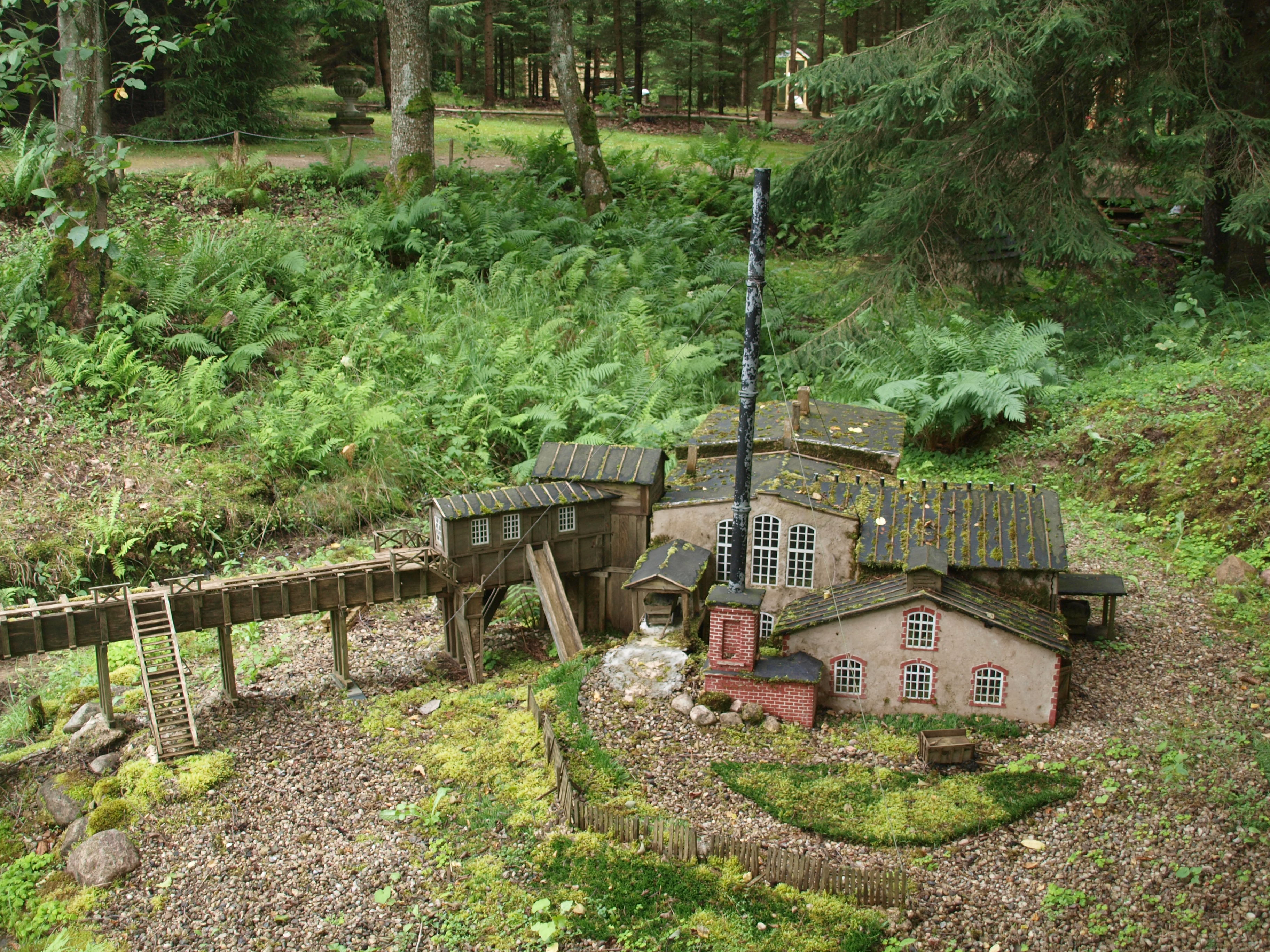
Miniaturmodell der ersten Papiermühle in Līgatne (die „Handfabrik“)
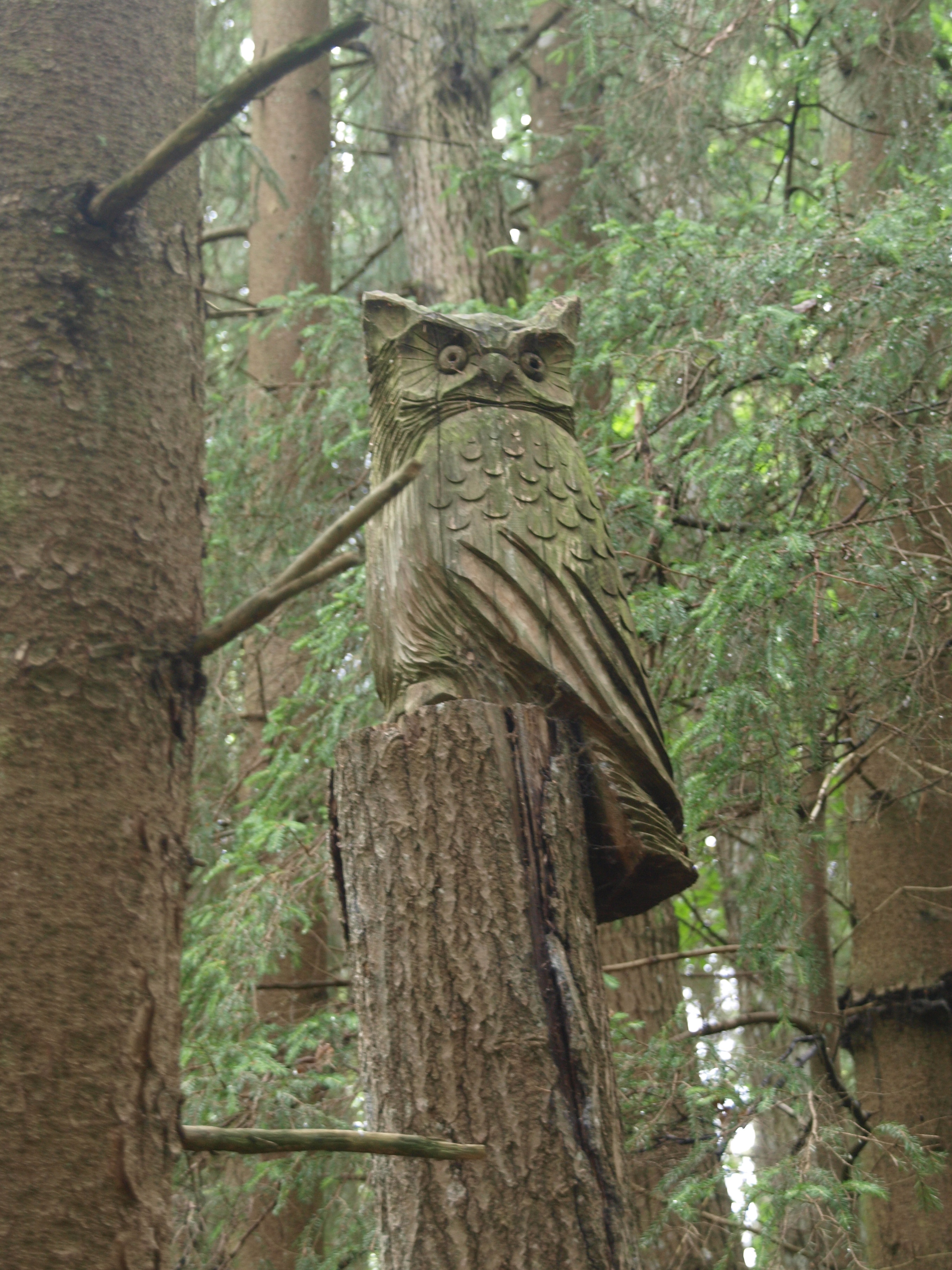
Eulenskulptur
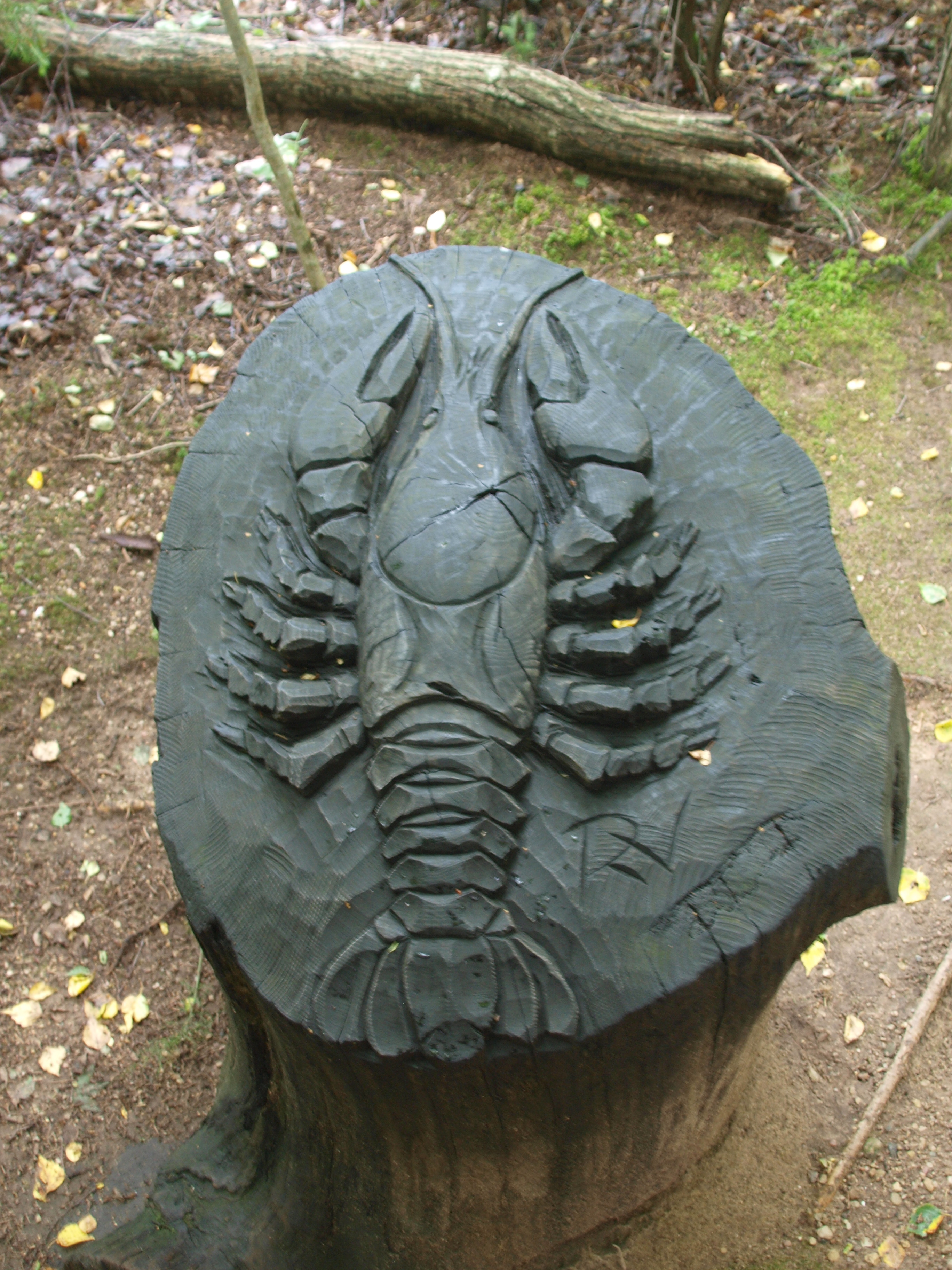
Krebsskulptur

### Holzmuseum
Auf dem Gelände des Vienkoči-Parks befindet sich in einer alten, heute umgebauten Scheune ein Werkstattmuseum für Holzbearbeitung („Museum des Tischlerhandwerks und Geschirrwerkstatt“). Die Projektierung des Museums wurde 2011 begonnen. Seit 2014 ist es für Besucher offiziell geöffnet. Im Museum befinden sich zahllose historische Werkzeuge und die Werkbänke, die zur Herstellung von feinen Möbeln, Gemälderahmen, Zierelementen etc. zum Beispiel während des lettischen Klassizismus im Gebrauch waren.

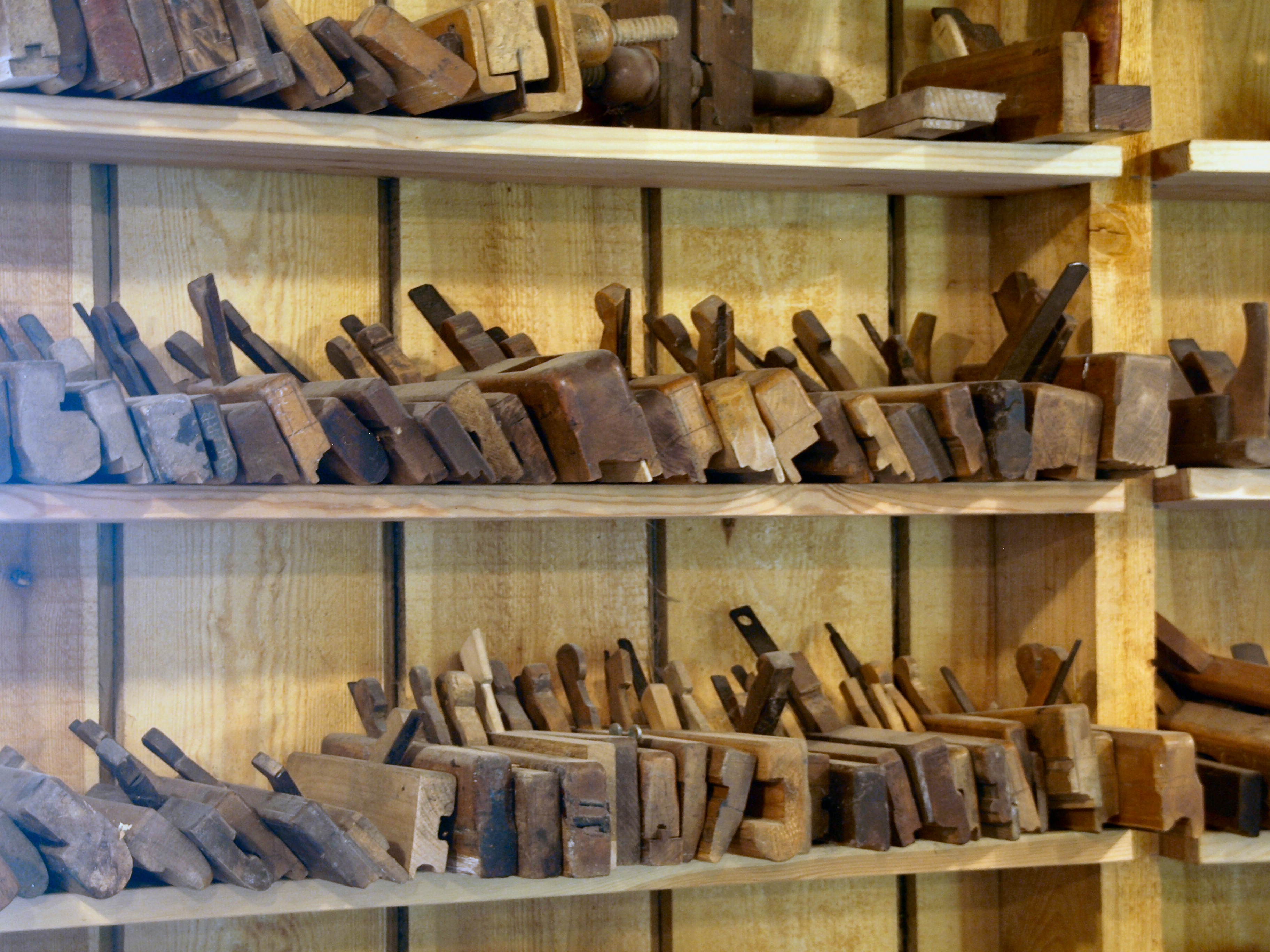
Hobel im Werkstattmuseum für Holzbearbeitung (Vienkoču-Park)
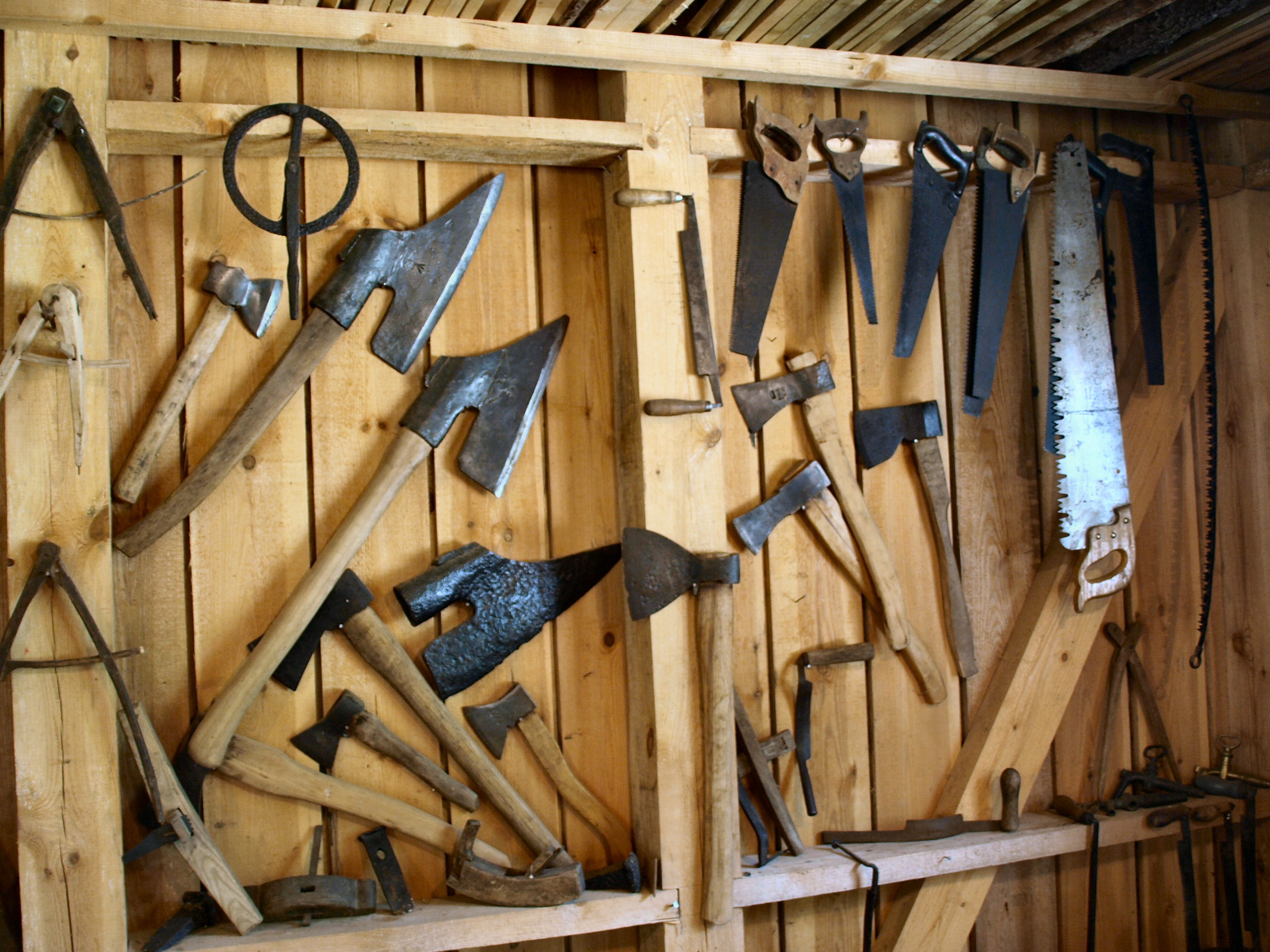
Diverse Holzwerkzeuge im Werkstattmuseum für Holzbearbeitung (Vienkoču-Park)

### Lichternacht
Jedes Jahr am ersten Samstag im Oktober findet im Vienkoči-Park die Stimmungs-und-Licht-Veranstaltung „Uguns nakts“ statt, bei der der Parkwald mit zahlreichen Lichtern erhellt wird.